# 22612 Dandibner
22612 Dandibner este un asteroid din centura principală de asteroizi.

## Descriere
22612 Dandibner este un asteroid din centura principală de asteroizi. A fost descoperit pe 22 mai 1998 la Stația Anderson Mesa în cadrul programului LONEOS. Asteroidul prezintă o orbită caracterizată de o semiaxă mare de 2,75 ua, o excentricitate de 0,12 și o înclinație de 9,7° în raport cu ecliptica.